# Nicolás Fagúndez
Nicolás Fagúndez, vollständiger Name Nicolás Emilio Fagúndez Sequeira, (* 20. Februar 1986 in Salto) ist ein uruguayischer ehemaliger Fußballspieler.

## Karriere
Der 1,76 Meter große Offensivakteur „Zurdo“ Fagúndez spielte seit seinem 14. Lebensjahr für den saltenischen Verein Nacional F.C. Nachdem bereits im August 2011 ein Wechsel auf Leihbasis zum seinerzeit von Julio Acuña trainierten Tacuarembó FC in die zweithöchste uruguayische Spielklasse im Raum stand, schloss er sich den mittlerweile von Gustavo Ferraz trainierten Norduruguayern schließlich zum Jahresanfang 2012 an. Im Februar 2012 wurde er beim Tacuarembó FC allerdings als Neuzugang von Ferrocarril de Salto kommend vermeldet. In der Saison 2012/13 erzielte er dabei in den Ligaspielen gegen Plaza Colonia im April 2013 und gegen Villa Teresa im Mai 2013 jeweils einen Treffer. Anfang Januar 2014 schloss sich Fagúndez, der zu dieser Zeit für die Departamento-Auswahl von Salto spielte, dem brasilianischen Verein Galícia EC aus Salvador da Bahía an. Noch im Laufe des Jahres 2014 kehrte er jedoch auf Leihbasis – Leihgeber war Nacional F.C.- zum Tacuarembó FC zurück. Für den Klub aus der norduruguayischen Stadt Tacuarembó absolvierte in der Spielzeit 2013/14 elf Partien in der Segunda División und erzielte dabei ein Tor. Am Saisonende stieg er mit dem Klub als Zweitligameister in die Primera División auf. Anschließend verließ er die Norduruguayer zunächst wieder, kehrte jedoch zur folgenden Erstligaspielzeit, wiederum ausgeliehen durch Nacional F.C., zurück. In der Spielzeit 2014/15 stehen dort 28 Erstligaeinsätze (vier Tore) für ihn zu Buche. Nach dem Abstieg am Saisonende verließ er den Klub Mitte Juli 2015 und schloss sich CD San Marcos de Arica an. Für die Chilenen absolvierte er 24 Erstligaspiele (zwei Tore) und zwei Begegnungen (kein Tor) der Copa Chile. Ende Juli 2016 wechselte er zum CD Águila. Bislang (Stand: 2. Oktober 2016) kam er beim Klub aus El Salvador in acht Ligaspielen (ein Tor) zum Einsatz.

## Erfolge
- Meister der Segunda División (Uruguay): 2013/14